# 鳥取県の市町村章一覧
鳥取県の市町村章一覧（とっとりけんのしちょうそんしょういちらん）は、鳥取県内の市町村に制定されている、あるいは制定されていた市町村章の一覧である。なお、一覧の順序は全国地方公共団体コード順による。廃止された市町村章は廃止日から順に掲載している。

## 市部
| 市     | 市章 | 由来                                                               | 制定日        | 備考 |
| ------ | ---- | ------------------------------------------------------------------ | ------------- | --- |
| 鳥取市 |      | 鳥取藩で文武を意味した「○」・「◇」を重ね、内側に「鳥」を配したもの | 1915年7月26日 | 鳥取藩の紋章として使用され、制定前から使用されていた                                                       |
| 米子市 |      | 「米」を図案化したもの                                             | 2005年12月1日 | 米子町制時の1900年5月10日に制定され、旧・市制施行後かつ新・市制施行後に継承される 色は赤色が指定されている |
| 倉吉市 |      | 「クラ吉」を組み合わせ、図案化したもの                             | 1954年3月29日 | |
| 境港市 |      | 「さ」を港の波頭型に図案化したもの                                 | 1956年4月24日 | |

## 町村部
| 郡     | 町村     | 町村章 | 由来                                                                               | 制定日         | 備考 |
| ------ | -------- | ------ | ---------------------------------------------------------------------------------- | -------------- | --- |
| 岩美郡 | 岩美町   |        | 「いわみ」を図案化したもの                                                         | 1957年12月18日 | |
| 八頭郡 | 若桜町   |        | 「WA」を組み合わせたもの                                                           | 1958年10月1日  | |
| 八頭郡 | 智頭町   |        | 「チ」・三角形にした杉を円形に図案化したもの                                       | 1962年3月1日   | |
| 八頭郡 | 八頭町   |        | 「や」を羽ばたく鳥の様に図案化したもの                                             | 2005年11月21日 | 色は左右に青色・真ん中に緑色が指定されている |
| 東伯郡 | 三朝町   |        | 「み」を中央に図案化し、両側の円で「ささ」を表したもの                             | 1957年11月18日 | |
| 東伯郡 | 湯梨浜町 |        | 「Y」を図案化したもの                                                              | 2005年6月17日  | 色は緑色と青色が指定されている |
| 東伯郡 | 琴浦町   |        | 琴ノ浦の海岸線と大地で「こと」を象ったもの                                         | 2004年9月1日   | 色は緑色と青色が指定されている |
| 東伯郡 | 北栄町   |        | 「H」を図案化したもの                                                              | 2005年10月1日  | 色は橙色・青色・緑色が指定されている |
| 西伯郡 | 日吉津村 |        | 「ヒ」を図案化したもの                                                             | 1976年4月1日   | |
| 西伯郡 | 大山町   |        | 「D」を図案化したもの                                                              | 2005年9月21日  | 色は緑色と青色が指定されている |
| 西伯郡 | 南部町   |        | 「南」を図案化したもの                                                             | 2004年12月7日  | 色は橙色・桃色・青色が指定されている |
| 西伯郡 | 伯耆町   |        | 大山など町内の自然を図案化したもの                                                 | 2005年1月1日   | 色は緑色と青色が指定されている |
| 日野郡 | 日南町   |        | 「日ナン」を組み合わせて鳥の形に図案化したもの                                     | 1959年10月10日 | |
| 日野郡 | 日野町   |        | 「ヒノ」を図案化したもの                                                           | 1960年4月30日  | 公民館報昭和35年2月20日号によると町章募集を1960年3月15日まで募集をかけ、選考の結果公民館報昭和35年4月30日号で町制1周年記念として町章が決定したと掲載されている 制定前は作成されていなかった |
| 日野郡 | 江府町   |        | 「コウフ」を図案化し、「コフ」を翼型にし、「ウ」を上部に盛り上がる気勢を表したもの | 1954年12月     | |

## 廃止された市町村章
| 市郡   | 町村   | 市町村章 | 由来 | 制定日         | 廃止日        | 備考                                                                                                |
| ------ | ------ | -------- | --- | -------------- | ------------- | --------------------------------------------------------------------------------------------------- |
| 西伯郡 | 伯仙町 |          | 「ハク」を図案化し、飛躍と発展を表したもの                                                                       | 1963年7月      | 1968年4月1日  | |
| 東伯郡 | 赤碕町 |          | 「赤」を三本の線で飛鳥の鳥の形に図案化し、日本海の波で纏め、それを表したもの、中央部の三角形は船上山を表したもの | 1954年1月1日   | 2004年9月1日  | 色は赤色と青色が指定されている                                                                      |
| 東伯郡 | 東伯町 |          | 「と」を崩して図案化したもの                                                                                     | 1955年10月     | 2004年9月1日  | |
| 西伯郡 | 西伯町 |          | 「西伯」を円形して図案化したもの                                                                                 | 1956年10月30日 | 2004年10月1日 | |
| 西伯郡 | 会見町 |          | 「会」を図案化したもの                                                                                           | 1955年7月13日  | 2004年10月1日 | |
| 東伯郡 | 東郷町 |          | 外円は両方とも「T」或は「ト」を二つ組み合わせたもの                                                              | 1967年7月26日  | 2004年10月1日 | 制定前は作成されていなかった                                                                        |
| 東伯郡 | 羽合町 |          | 「ハワイ」を円形に図案化したもの                                                                                 | 1958年6月27日  | 2004年10月1日 | |
| 東伯郡 | 泊村   |          | 中央部は泊港を象徴した船の舵・外側は日本海の波を表したもの                                                       | 1967年10月1日  | 2004年10月1日 | 制定前は作成されていなかった                                                                        |
| 岩美郡 | 国府町 |          | 中心部に「コ」・周辺に九つの「フ」で「国府」を表し、因幡の傘踊りの傘を表したもの                                 | 1966年4月1日   | 2004年11月1日 | 制定前は作成されていなかった                                                                        |
| 岩美郡 | 福部村 |          | 「フクベ」を図案化し、一つの円内に納めたもの                                                                     | 1969年7月1日   | 2004年11月1日 | |
| 八頭郡 | 河原町 |          | 「カ」を二つの円に絡ませ、「かわ」を表したもの                                                                   | 1960年4月1日   | 2004年11月1日 | |
| 八頭郡 | 用瀬町 |          | 「モチ」を図案化したもの                                                                                         | 1961年4月      | 2004年11月1日 | |
| 八頭郡 | 佐治村 |          | 「サ」を図案化したもの                                                                                           | 1967年11月     | 2004年11月1日 | 1971年9月1日に規則化される                                                                          |
| 気高郡 | 青谷町 |          | 「ア」を円く図案化したもの                                                                                       | 1961年9月28日  | 2004年11月1日 | |
| 気高郡 | 気高町 |          | 「気」・タカを図案化して「けたか」としたもの                                                                     | 1965年7月1日   | 2004年11月1日 | 制定前は作成されていなかった                                                                        |
| 気高郡 | 鹿野町 |          | シカの頭部と「の」を図案化したもの                                                                               | 1974年7月25日  | 2004年11月1日 | 色は緑色が指定されている 制定前は作成されていなかった                                               |
| 西伯郡 | 岸本町 |          | 「岸本」を円形に図案化したもの                                                                                   | 1956年3月9日   | 2005年1月1日  | |
| 日野郡 | 溝口町 |          | 「み」を鳥取県のシンボルである「鳥」に合わせて図案化したもの                                                     | 1964年1月1日   | 2005年1月1日  | |
| 東伯郡 | 関金町 |          | 「セ」を正三角形・鳥の形に図案化したもの                                                                         | 1962年3月23日  | 2005年3月22日 | |
| 西伯郡 | 大山町 |          | 大山を表したもの                                                                                                 | 1965年8月30日  | 2005年3月28日 | 初代の町章である 制定前は作成されていなかった                                                       |
| 西伯郡 | 中山町 |          | 平和・親愛・向上・発展を象徴したもの                                                                             | 1956年12月14日 | 2005年3月28日 | 当時の日本版画院会員であった長谷川富三朗の作品である 中山村章として制定され、町制施行後に継承される |
| 西伯郡 | 名和町 |          | 「ナワ（名和）」を帆掛け船の形に図案化したもの                                                                   | 1956年7月31日  | 2005年3月28日 | |
| 西伯郡 | 淀江町 |          | 「淀」を中上に配し、「江」を図案化したもの                                                                       | 1965年9月16日  | 2005年3月31日 | 制定前は作成されていなかった                                                                        |
| 八頭郡 | 郡家町 |          | 「こ」を図案化したもの                                                                                           | 1961年4月1日   | 2005年10月1日 | |
| 八頭郡 | 八東町 |          | 「八」を末広がりに図案化したもの                                                                                 | 1964年7月      | 2005年10月1日 | 制定前は作成されていなかった                                                                        |
| 八頭郡 | 船岡町 |          | 「フナ」を円形と斜線にして図案化したもの                                                                         | 1962年11月     | 2005年10月1日 | |
| 東伯郡 | 大栄町 |          | 「大」を発展的に図案化したもの                                                                                   | 1954年6月1日   | 2005年10月1日 | |
| 東伯郡 | 北条町 |          | 「北」を図案化し、中央の白線で「条」、即ち「筋」を表したもの                                                     | 1959年8月1日   | 2005年10月1日 | |

### 書籍
- 小学館辞典編集部 編『図典 日本の市町村章』（初版第1刷）小学館、2007年1月10日。ISBN 4095263113。
- 近藤春夫『都市の紋章 : 一名・自治体の徽章』行水社、1915年。NDLJP:955061
- 中川幸也『シリーズ人間とシンボル第2号「都市の旗と紋章」』中川ケミカル、1987年10月11日。
- 丹羽基二『日本の市章 （西日本）』保育社、1984年5月5日。
- 望月政治『都章道章府章県章市章のすべて』日本出版貿易株式会社、1973年7月7日。
- NHK情報ネットワーク『NHKふるさとデータブック7 [中国]』日本放送協会、1992年5月1日。

### 都道府県書籍
- 鳥取県『鳥取県町村合併誌』鳥取県、1964－3。

#### 因幡地域
- 国府町役場『国府町例規集』鳥取県岩美郡国府町。
- 福部村役場『福部村例規集』鳥取県岩美郡福部村。
- 河原町役場『河原町例規集』鳥取県八頭郡河原町。
- 佐治村役場『佐治村例規集』鳥取県八頭郡佐治村。
- 青谷町役場『青谷町例規集』鳥取県気高郡青谷町。
- 気高町役場『気高町例規集』鳥取県気高郡気高町。
- 鹿野町役場『鹿野町例規集』鳥取県気高郡鹿野町。
- 郡家町役場『郡家町例規集』鳥取県八頭郡郡家町。

#### 伯耆地域
- 伯仙町役場『伯仙町勢要覧』鳥取県西伯郡伯仙町。
- 赤碕町合併50周年記念事業企画委員会『赤碕町合併50周年記念誌 写真で振り返る赤碕町50年の歴史』鳥取県西伯郡赤碕町。
- 東伯町役場『東伯町勢要覧』鳥取県西伯郡東伯町。